# Gdov
Gdov (Ryska: Гдов, Svenska: Ågdowe, Estniska: Oudova eller Oudva) är en stad i Ryssland i Pskov oblast nära sjön Peipus. Staden hade år 2010  4 379 invånare.
Gdov grundades på 1300-talet som en skyddsfästning till staden Pskov och fästningsruiner från 1430-talet finns ännu i staden. Svenska och polska härar har många gånger anfallit och besatt staden och fästningen.
Staden intogs av svenska trupper under Evert Horn 1612, men återvanns snart av ryssarna. Efter en belägring som gavs upp av Horn 1613, erövrade han staden 10 september 1614, varefter befästningarna förstärktes. I freden 1617 återlämnades den emellertid och har därefter varit under rysk överhöghet.
Under andra världskriget lades staden i ruiner.